# Artus Wolffort

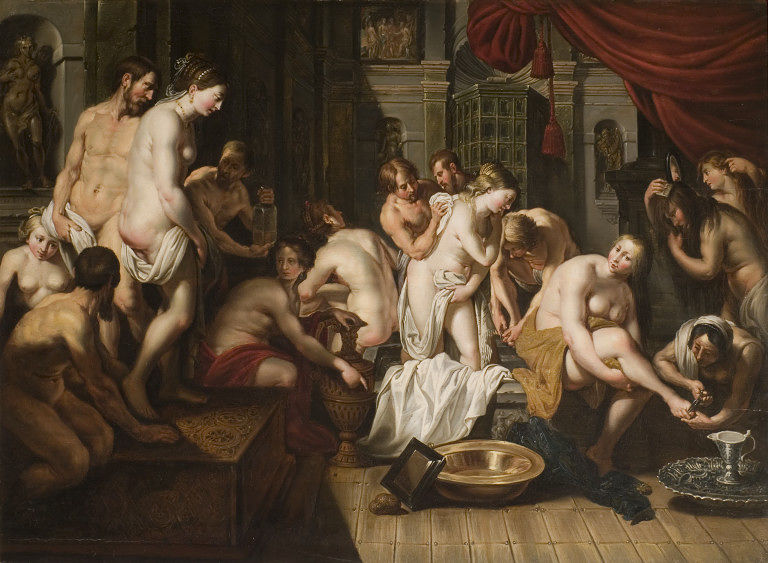
La toilette di Ester nell'arem di Assuero

Artus Wolffort noto anche come Artus Wolffaert, Artus Wolffaerts, con il cognome Wolfart, Wolfert, Wolfordt, Wolffordt e Wolfort (Anversa, 1581 – Anversa, 1641) è stato un pittore fiammingo noto principalmente per la sua pittura storica e per le scene religiose e mitologiche.

## Biografia
Nacque ad Anversa ed i suoi genitori si trasferirono a Dordrecht nell'anno della sua nascita. Si formò come pittore a Dordrecht dove aderì alla locale Corporazione di San Luca nel 1603. Ritornò ad Anversa intorno al 1615 dove lavorò come assistente in studio di Otto van Veen uno dei maestri dii Peter Paul Rubens. Durante questo periodo visse nella casa di van Veen. Nel 1617 divenne maestro nella Corporazione di San Luca di Anversa.

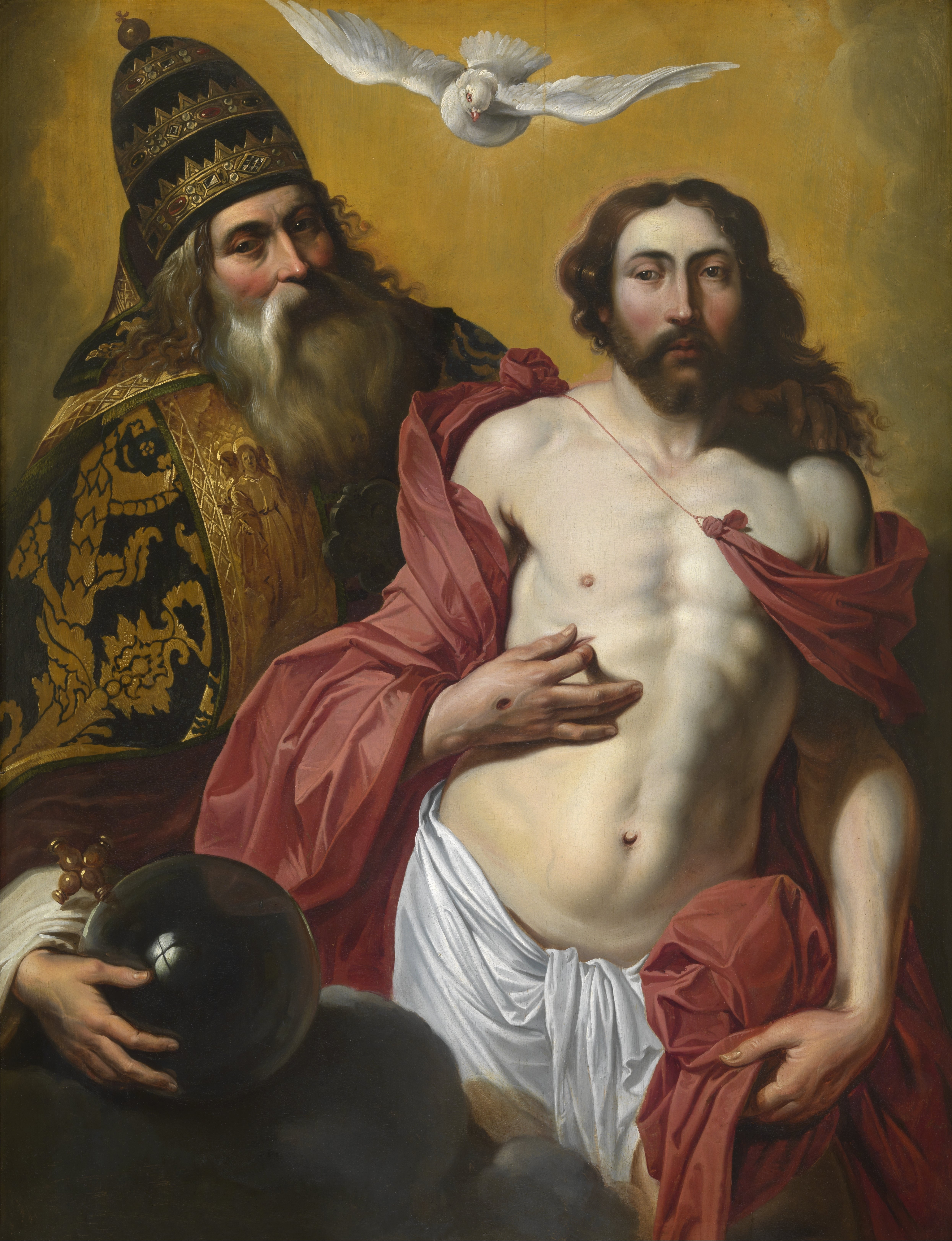
La Santissima Trinità

Sposò Maria Wandelaer l'8 settembre 1619 e il loro figlio Johannes Artusz (noto come Jan Baptist Wolfaerts) nacque nel novembre 1625 e poi divenne un pittore. Artus Wolffort probabilmente gestì un seminario ad Anversa, che produsse varie copie delle sue opere. I suoi allievi, Pieter van Lint e Pieter van Mol, operarono, per un certo periodo, come copisti nel suo laboratorio.
Artus Wolffort fu uno degli artisti che lavorò alle decorazioni per la Gioiosa Entrata ad Anversa del nuovo governatore dei Paesi Bassi asburgici, cardinale Ferdinando d'Asburgo nel 1635. Rubens ebbe l'incarico per questo progetto e Wolffort realizzò dipinti decorativi su disegni del maestro.
Tra gli allievi ebbe suo figlio Jan Baptist Wolfaerts, Pieter van Lint, Pieter van Mol e Lucas Smout il Vecchio. Morì ad Anversa.

## Opere
Wolffort e la sua opera non erano ben noti fino alla fine degli anni 1970 e alcuni dei suoi dipinti furono classificati come opere giovanili di Rubens. La sua opera è stata ricostruita da un'opera completamente firmata ("La toilette di Esther nell'harem di Assuero", originale non rintracciato, 10 copie di cui una interamente firmata Victoria and Albert Museum a Londra e vari dipinti che portano un monogramma.

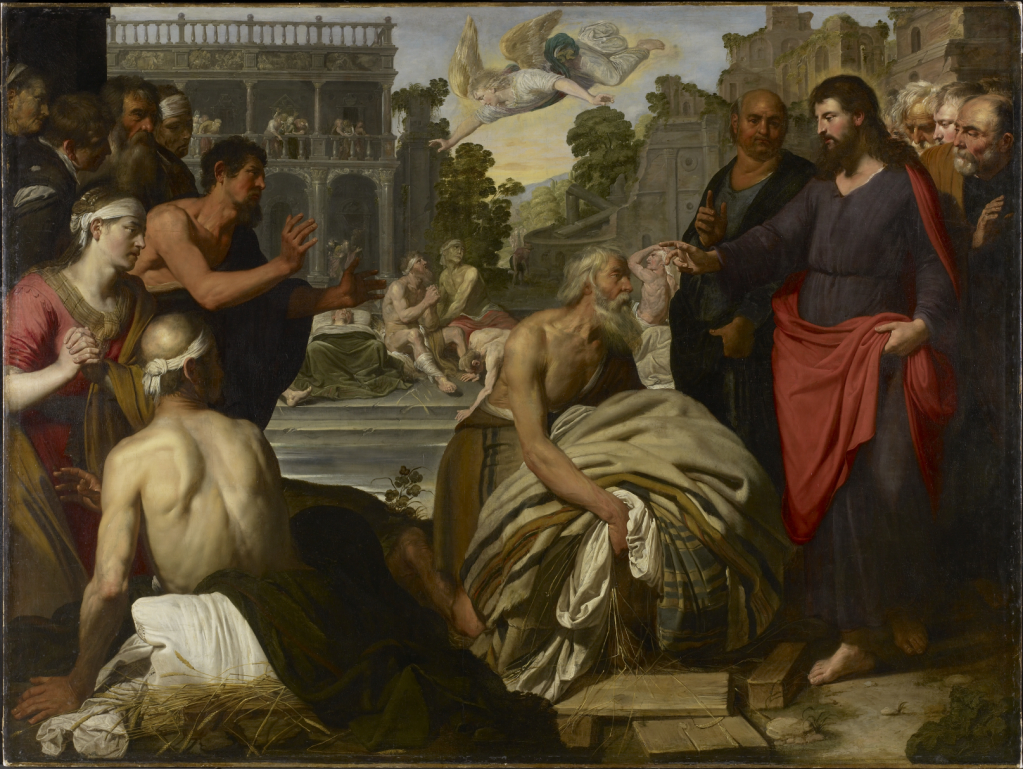
Cristo nel lago di Bethesda

All'inizio della sua carriera Wolffort completò un certo numero di pale d'altare commissionate per chiese ad Anversa, come Ascensione della Vergine e Assunzione della Vergine (Chiesa di San Paolo ad Anversa, 1617). Lavorò, tuttavia, principalmente per mecenati privati per i quali dipinse principalmente temi religiosi e, in misura minore, mitologici. Molte delle sue opere consistono in figure a grandezza naturale raffiguranti scene della vita di Cristo. La serie di rappresentazioni a grandezza dimezzata dei Dodici Apostoli, dei Quattro Evangelisti e dei Padri della Chiesa. Se l'attribuzione a Wolffort è corretta, un dipinto di genere  La sguattera (probabilmente 1633, M - Museum Leuven) mostra che Wolffort creò anche scene di genere per il mercato.
I suoi primi lavori erano in stile classista di Otto van Veen. Wolffort usava regolarmente temi e motivi di van Veen in questi primi lavori, eseguiti in stile proto-barocco. Questo è ovvio nel lavoro  Cristo nella casa di Simone il fariseo (una versione battuta da Sotheby's il 4 novembre 2009, Londra, lotto 56, una versione nella chiesa di San Martino, a Bergues, e un'altra nella New Gallery (Kassel) (ora considerata una copia)), che in origine era considerata di van Veen. La composizione stessa è liberamente basata sul lavoro di Rubens dello stesso soggetto all'Ermitage, di San Pietroburgo, ma invertito.  Uno stile barocco più dinamico influenzato da Rubens sorse dopo il 1630.

## Note

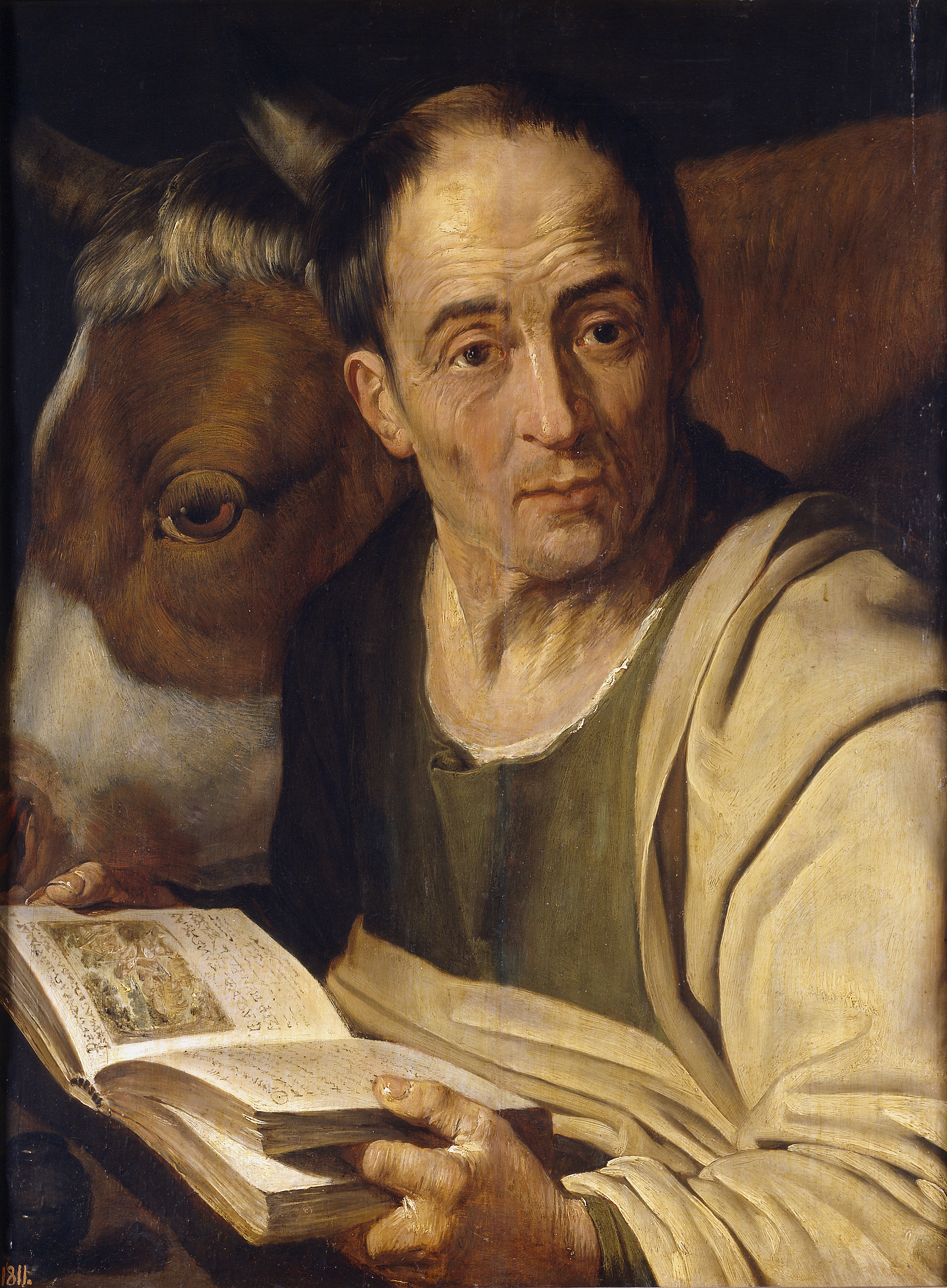
San Luca